# Timescape
Timescape è un romanzo di fantascienza scritto da Gregory Benford e pubblicato nel 1980.

## Storia editoriale
Timescape ha vinto il Premio John Wood Campbell Memorial, il premio British Science Fiction Association e il Premio Nebula per il miglior romanzo.

## Trama
Nel 1998 la Terra è sull'orlo della catastrofe ecologica. La vita sul pianeta muore e ogni sforzo per combattere l'inquinamento è vano perché esso ormai è diventato inarrestabile e irreversibile. Un gruppo di scienziati riesce a scoprire e a controllare i tachioni, ovvero particelle subatomiche in grado di viaggiare più veloce della luce. Per effetto della teoria della relatività gli scienziati ritengono sia possibile far muovere queste particelle anche indietro nel tempo, per questo elaborano un piano per spedire un messaggio ai terrestri di qualche decennio prima, avvertendoli della catastrofe imminente e istruendoli su come scongiurarla.
Nel 1962 un uomo di nome Gordon Bernstein capisce che qualcuno sta cercando di comunicare con lui dal futuro, e una volta compreso il messaggio ricevuto dovrà convincere il resto del mondo del pericolo che tutta l'umanità sta correndo.

## Edizioni
- Gregory Benford, Timescape, Cosmo Oro n. 101, Editore Nord, 1989,  p. 417, ISBN 9788842903987.